# ترانكس
ترانكس هو شخصية خيالية من سلسلة دراغون بول. وهو محارب هجين نصف ساياجين ونصف أرضي والده فيجيتا ووالدته بولما. يوجد اثنان من ترانكس، ترانكس المستقبلي وترانكس الحاضر.

## ترانكس المستقبلي
ترانكس المستقبلي (未来のトランクス, Mirai no Torankusu) هو مقاتل هجين ظهر لأول مرة في الفصل #331 تحت عنوان الفتى الشاب الغامض باليابانية 謎の少年 وهو قادم من مستقبل بديل. بالوقت الذي ولد به ترانكس الحاضر، الخط الزمني تم تغييره بسفر ترانكس وسل إلى الماضي. ولهذا السبب كلا ترانكس المستقبل والحاضر لهما حياتان مختلفتان.
من صفاته أنه خلوق وجاد وحذر جدا. ترانكس يأتي من مستقبل بديل حيث اندرويد 17 واندرويد 18 قتلوا كل محاربي زد وحولوا الأرض إلى جحيم. ترانكس المستقبلي درب من قبل غوهان المستقبلي عندما كان مراهقا وأصبح محاربا موهوبا يحارب بالسيف ويستطيع التحول إلى السوبر ساياجين. هذه السمات ساعدته بشكل كبير في معركته ضد الاندرويدز بعد ذهابه للمستقبل حيث رجع أقوى بكثير وقام بقتلهم بسهولة.
إلا أن مشكلة جديدة حلت بعالمه بعد مجيء بلاك وزاماسو حيث عاد إلى الماضي بقصد طلب المساعدة وبالنهاية استطاع ترانكس المستقبلي جمع قوى الجميع والقضاء على زاماسو المندمج. (مبالغة من قبل الاستوديو) حيث قوة تحول ترانكس تساوي 40% من قوة غوكو في اراك الاكوان.
يستطيع ترانكس المستقبلي التحول إلى السوبر ساياجين1، السوبر ساياجين 2، السوبر ساياجين ريج.
- عند قتال ترانكس المستقبلي ضد جنود كينغ كولد كانت طاقته في الكاشف 5 يعني أنه أخفى 145مليون من طاقته عن كينغ كولد.
- وقد ظهر ترانكس المستقبلي 5 مرات فقط في ارك غوكو بلاك وارك سيل وفيلم من دراغون بول زد (برولي السوبر سايان الأسطوري) وفيلم بوجاك وفيلم الروبوت الخارق 13.

## ترانكس الحاضر
ترانكس الحاضر ظهر لأول مرة في الفصل #337 تحت عنوان تجمع المقاتلين الخارقين 集う超戦士たち. عندما كان في الثامنة شارك ترانكس في البطولة ال25 من تينكاتشي بودكاي وهزم سون غوتين في نهائي اليافعين. غوتين هو صديقه المفضل ومنافسه الأساسي، ترانكس أكبر وأقوى قليلا من غوتين.
عند خروج ماجين بو يجبر ترانكس للتدرب مع غوتين في غرفة الوقت والروح ليشكلوا المقاتل المندمج غوتينكس الذي قاتل بو في غرفة الوقت والروح ثم في العالم الحقيقي، فيما بعد تم امتصاص غوتين وترانكس وبيكولو معا من قبل سوبر بو بغرض زيادة قوته.
ترانكس الحاضر متهور ومغرور لكنه قوي.
يستطيع ترانكس الحاضر التحول إلى السوبر ساياجين.

## روابط خارجية
- ترانكس على موقع ميوزك برينز (الإنجليزية)